# Verenigd Koninkrijk op het Eurovisiesongfestival 1960
A Song for Europe 1960 was de derde editie van de liedjeswedstrijd die de Britse deelnemer van het Eurovisiesongfestival oplevert. Op 2 en 4 februari vonden twee halve finales plaats met telkens 6 kandidaten waarvan de top 3 doorstootte. Alle deelnemers en liedjes zijn tot op heden niet meer bekend.
Pearl Carr en Teddy Johnson waren de winnaars van de voorgaande editie en hadden de 2de plaats weggekaapt op het Songfestival van 1959. Bryan Johnson zou hen dat nadoen.

## Uitslag
| Nr. | Artiest                    | Lied                     | Plaats |
| --- | -------------------------- | ------------------------ | ------ |
| 1   | Malcolm Vaughan            | Eacht Tomorrow           | 4de    |
| 2   | Bryan Johnson              | Looking high, high, high | 1ste   |
| 3   | David Hughes               | Mi amor                  | 2de    |
| 4   | Pearl Carr & Teddy Johnson | Pickin' petals           | 3de    |
| 5   | Marion Keene               | Unexpectedly             | 5de    |
| 6   | ?                          | ?                        | ?      |

1957 · 1958 · 1959 · 1960 · 1961 · 1962 · 1963 · 1964 · 1965 · 1966 · 1967 · 1968 · 1969 · 1970 · 1971 · 1972 · 1973 · 1974 · 1975 · 1976 · 1977 · 1978 · 1979 · 1980 · 1981 · 1982 · 1983 · 1984 · 1985 · 1986 · 1987 · 1988 · 1989 · 1990 · 1991 · 1992 · 1993 · 1994 · 1995 · 1996 · 1997 · 1998 · 1999 · 2000 · 2001 · 2002 · 2003 · 2004 · 2005 · 2006 · 2007 · 2008 · 2009 · 2010 · 2011 · 2012 · 2013 · 2014 · 2015 · 2016 · 2017 · 2018 · 2019 · 2020 · 2021 · 2022 · 2023 · 2024 · 2025
België · Denemarken · Frankrijk · Italië · Luxemburg · Monaco · Nederland · Noorwegen · Oostenrijk · Verenigd Koninkrijk · West-Duitsland · Zweden · Zwitserland